# Иванир, Моти
}}
Мордехай (Моти) Иванир (ивр. מוטי איוניר‎; род. 18 марта 1964, Тель-Авив) — израильский футболист, тренер. Главный тренер клуба «Хапоэль» (Ашкелон).

## Клубная карьера
Начал карьеру игрока в 1981 году в семнадцатилетнем возрасте в составе тель-авивского «Маккаби», который выступал в чемпионате Израиля. С 1985 по 1986 год являлся игроком нидерландской «Роды», после чего вернулся в «Маккаби», где играл на протяжении следующих трёх с половиной сезонов.
В 1990 году перешёл в «Маккаби» из Нетании. В сезоне 1991/92 в составе «Бней Иегуда» завоевал серебряные медали чемпионата. Затем выступал за такие команды как «Хапоэль» (Хайфа), «Хапоэль» (Петах-Тиква), «Маккаби Ирони» и «Шимшон» (Тель-Авив).
Завершил карьеру футболиста в 1996 году, будучи игроком «Хапоэль Цафририма». Всего за карьеру Иванир сыграл в 343 играх чемпионата Израиля и отличился 70 забитыми голами. Входит в Зал славы израильского футбола.

## Карьера в сборной
Выступал за юношескую сборную Израиля до 17 лет.
Дебют в составе национальной сборной Израиля состоялся 28 января 1986 года в товарищеском матче против Шотландии (0:1). Принимал участие в матче 17 февраля 1988 года против Англии по случаю празднования шестидесятой годовщины основания Израильской футбольной ассоциации. Товарищеская встреча завершилась нулевой ничьей.
Свой единственный гол за сборную забил 9 марта 1988 года в рамках квалификации на Олимпиаду 1988 против Новой Зеландии (2:0). Всего в отборочном турнире Иванир сыграл в пяти из шести игр. Сборная Израиля по результатам турнира заняла второе место, уступив первое место Австралии, и не прошла на Олимпийские игры.
Последний раз в футболке сборной Моти Иванир вышел 8 апреля 1992 года в товарищеской игре против Исландии (2:2). Всего за израильтян он провёл 18 встреч, забив один мяч.

## Тренерская карьера
Тренерскую карьеру начал в 1997 году, встав у руля «Бейтара» из Беэр-Шевы. В 1999 году руководил «Маккаби» из Нетании. Затем тренировал три разных «Хапоэля» — из Беэр-Шевы, Кфар-Савы и Рамат-Гана. В 2002 году являлся главным тренером клуба «Хакоаха» из Рамат-Гана. С 2002 по 2003 год вновь руководил «Бейтаром» из Беэр-Шевы, после чего в течение трёх лет возглавлял «Хапоэль» из Нацрат-Илита (ныне — Ноф-ха-Галиля). В первом же сезоне команда смогла выйти в высший дивизион и в следующем году занять пятое место, отстав всего на одно очко от зоны еврокубков. Несмотря на это в сезоне 2005/06 команда заняла предпоследнее место и вылетела из чемпионата.
С 2006 по 2008 год руководил юношеской сборной Израиля до 17 лет, а с 2008 по 2010 — молодёжной сборной Израиля до 21 года. Под руководством Моти Иванира молодёжка дошла до плей-офф квалификации чемпионата Европы 2009, где уступила Италии (1:3 по сумме двух матчей).
В начале 2011 года подписал контракт с тель-авивским «Маккаби», за которое долгое время выступал в качестве игрока. Контракт был подписан до конца сезона с возможностью продления ещё на один год. За оскорбление арбитра и представителей греческого «Панатинаикоса», с которым «Маккаби» играло в квалификации Лиги Европы, УЕФА отстранило Иванира на следующие три игры еврокубка. В декабре 2011 года руководство клуба приняло решение уволить Иванира из-за серии неудачных матчей (одна победа в 13 матчах). После этого Иванир тренировал юношей в «Хапоэле» из Беэр-Шевы.
В мае 2016 года Иванир встал у руля команды «Хапоэль Ирони», подписав годичный контракт. Под руководством Иванира «Хапоэль Ирони» провёл восемь матчей, после чего его отправили в отставку. В мае 2017 года подписывает однолетний контракт с тель-авивским «Хапоэлем». Иванир тренировал команду пять месяцев, после чего был уволен.
В декабре 2017 года Моти Иванир впервые возглавил зарубежный клуб — чешскую «Олимпию», выступавшую во второй лиге. По итогам сезона команда вылетела в низший дивизион и объединилась с клубом «Радотин».
Зимой 2019 года возглавил «Маккаби Ахи», которую тренировал до конца сезона 2018/19. Летом 2019 года стал тренером ашкелонского «Хапоэля».

## Достижения

### Игрока
«Маккаби» (Тель-Авив)
- Бронзовый призёр чемпионата Израиля: 1985/86
- Обладатель Кубка Израиля: 1987/88

«Бней Иегуда»
- Серебряный призёр чемпионата Израиля: 1991/92
- Обладатель Кубка Тото: 1991/92

### Тренера
«Хапоэль» (Нацрат-Илит)
- Серебряный призёр Лиги Леумит: 2003/04

«Маккаби» (Тель-Авив)
- Бронзовый призёр чемпионата Израиля: 2010/11